# Zuavo

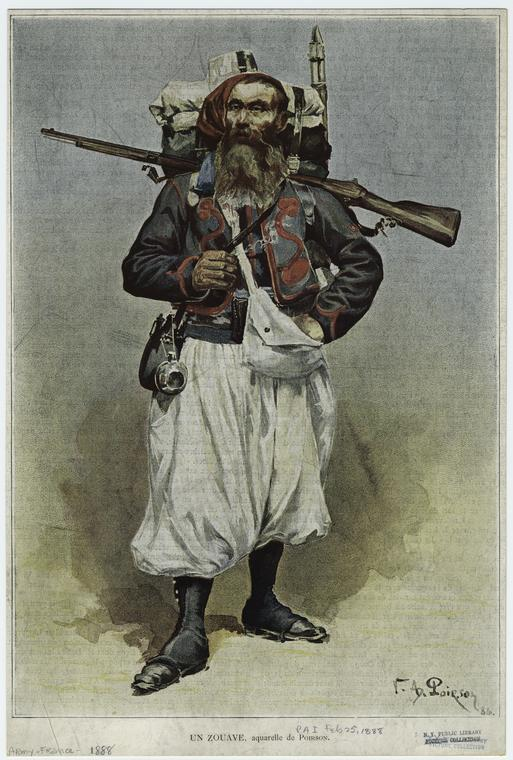
Imagen de un zuavo en 1888.

Zuavo (en francés: zouave) es el nombre que se le dio a ciertos regimientos de infantería en el ejército francés a partir de la década de 1830. Originarios de Argelia, tanto el nombre como el uniforme distintivo de los Zuavos se extendió por las fuerzas armadas de Estados Unidos de América, Estados Pontificios, España, Brasil y el Imperio otomano. Sirvieron en la mayoría de las campañas militares del ejército francés entre 1830 y 1962. La etimología es del francés zouave, que por su parte deriva de la palabra bereber zwāwī, la cual es el gentilicio de la tribu zwāwa, la cual aportó soldados mercenarios.

## Origen
Durante la conquista de Argelia en 1830 por el ejército expedicionario francés, el general Bertrand Clauzel decidió formar una unidad de élite para la nueva Armeé d’Afrique (Ejército de África). El general Clauzel había entrado en contacto con varias cabilas locales, entre ellas la de la etnia bereber de los zouaouas (o zwāwa o zuaua), quienes habían sido durante mucho tiempo reclutados por los turcos. Los zouaouas eran originarios de las montañas de Djurdjura. Unos 2.000 hombres al mando de Abrahman Kenni, se presentaron ante el mariscal Bourmont y ofrecieron sus servicios a Francia. Bajo este mariscal es cuando se comienza a usar el denominativo zuavo. El 1 de octubre de 1830 se crearon dos batallones de zuavos como parte de las Forces de Remplacement formadas por el general Bertrand Clauzel. También se formarán dos escuadrones de zuavos montados, pero estos pasarán a ser parte del 1.er Chasseurs d’Afrique en 1831. Entrarán en combate el mismo mes de su creación contra las fuerzas del bey de Tittery en Blida. Aunque las fuerzas del bey sobrepasan a los de los nuevos batallones de zuavos, estos logran vencerlas y perseguirlas hasta el área montañosa de Médéa. Participarán activamente en la campaña contra el emir Abd al-Qadir y en la pacificación de Argelia hasta 1847. Por su ferocidad en las operaciones de la conquista de Argelia se les dio el sobrenombre de «los chacales».

## Uniforme

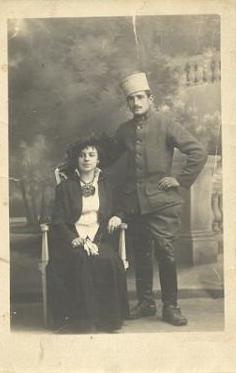
Zuavo con el nuevo uniforme en 1914.

El vistoso uniforme de los zuavos consistía en una chaqueta corta sin cuello, un chaleco (gilet); voluminosos pantalones (sarouel); faja de lana de 12 pies de longitud (ceinture); polainas de lona blanca (guetres); grebas de piel (jambieres); un gorro tipo fez que llevaba una borla (tarbush) y turbante de diferentes colores dependiendo de dónde era originario el regimiento. Cada uno de los regimientos de zuavos estacionados en Argelia tenía un color distintivo: los del área de Argel usaban un turbante de color rojo, los de Orán de color blanco, y los de Constantina también blanco. Este uniforme sería estándar para los cuatro regimientos de zuavos hasta los inicios de la Primera Guerra Mundial, cuando el uniforme colorido y extravagante de los zuavos sería cambiado en su totalidad al ser inútil en los campos de batalla de la Europa moderna por un uniforme más sobrio. Solo sobreviviría el gorro (chechia), que se llevaría sin ninguna insignia.

## Segundo Imperio Francés
Durante el reinado de Napoleón III (Carlos Luis Napoleón Bonaparte) los zuavos alcanzan su fama mundial por participar en las mayores campañas del Segundo Imperio francés, la Guerra de Crimea, la campaña de Italia, la invasión francesa de México y la Guerra franco-prusiana. En este periodo por orden del emperador Napoleón III en 1854, se crea un cuarto regimiento de zuavos, que serán conocidos como Zouaves de la Garde (zuavos de la guardia). Se escogerá a los mejores soldados de los tres regimientos de zuavos para formar parte de esta nueva unidad, adjunta a la Guardia Imperial de Napoleón III, y usarán el color amarillo en los bordes de sus chalecos como distintivo imperial.

## Guerra de Crimea

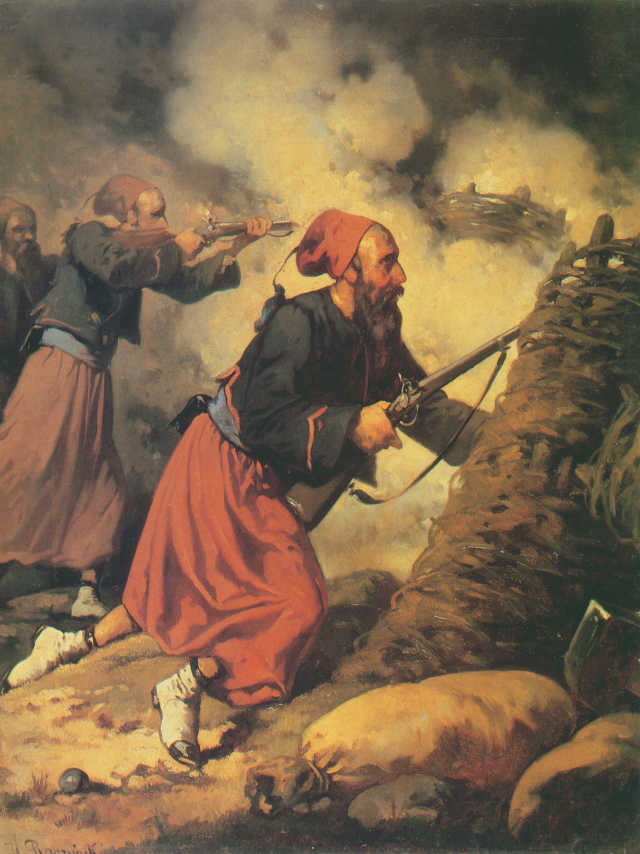
Zuavos en combate.

Durante la Guerra de Crimea obtendrán fama por su participación en varias de las batallas más importantes de este conflicto: Alma, Inkerman, el ataque a Malakoff y el sitio de Sebastopol. Esta sería la primera vez que los cuatro regimientos de zuavos participarían en un conflicto fuera del norte de África. Durante esta campaña los regimientos de zuavos entablarán una relación de amistad con los regimientos de highlanders del Ejército británico.

## Campaña de Italia en 1859
Formarán parte de los ejércitos de Napoleón III de Francia y del Reino de Cerdeña, comandado por Víctor Manuel II en la campaña de Italia en 1859. Se distinguen en la batalla de Solferino y en la batalla de Magenta, capturando un estandarte austríaco. El rey Víctor Manuel II quedará admirado por el valor de los zuavos y les otorgará una condecoración, la cual será correspondida con el nombramiento honorífico del rey como cabo de los zuavos.

## Revuelta de Chile en 1859
En 1859 estalló en Chile una revolución liberal dirigida por los ricos industriales mineros de Copiapó en contra del gobierno conservador de Manuel Montt. Esta revolución solo estalló en Copiapó y en San Felipe. En Copiapó, capital de Atacama, la rebelión alcanzó una fuerza sorprendente ya que el rico caudillo local Pedro León Gallo logró conformar un ejército que derrotó en varias batallas al ejército de Chile, logró sitiar la ciudad de La Serena (330 km al sur de Copiapó), avanzando hacia el sur, rumbo a Santiago, pero fue derrotado en la batalla de Cerro Grande, en las cercanías de La Serena. El ejército atacameño estaba compuesto por varios batallones como el Aura, el Argenta, el Atacama de Plata, Africano, Etc. Sin embargo uno de los más importantes y recordado fue un batallón denominado "zuavo" (sin relación con los zuavos franceses) el cual se destacó por su arrojo y valentía en combate, y que era una innovación para la época ya que era una combinación de infantería y caballería blindada ya que los copiapinos construyeron carros blindados aprovechando la riqueza mineral de la zona, y constituyendo la columna vertebral del ejército copiapino. 
Solo pudieron ser derrotados reuniendo una fuerza muy superior, y debido a la falta de conocimientos tácticos de sus oficiales, debido al carácter no profesional de dichas tropas.

## Invasión francesa de México en 1862
Durante la Segunda intervención francesa en México, los tres regimientos de zuavos participarán en el intento de intervención en el territorio y como fuerzas antiguerrilla que apoyaban a los ejércitos imperiales de Maximiliano I de México contra las fuerzas republicanas juaristas. De hecho un destacamento servirá como guardia personal de la emperatriz Carlota. Sería el Segundo Regimiento de zuavos el que llegaría primero al puerto de Veracruz el 7 de enero de 1862 con un batallón de quinientos hombres, a los que se uniría en abril del mismo año otro batallón de 1.117 zuavos, que participaron posteriormente en la batalla de Puebla, bajo el mando del general Charles Ferdinand Latrille, Conde de Lorencez, con las órdenes de conquistar México. El Segundo Regimiento de zuavos trataría de tomar los Fuertes de Loreto y Guadalupe, pero serían repelidos y despedazados por las fuerzas mexicanas en donde se encontraban los indígenas zacapoaxtlas, que en batalla cuerpo a cuerpo y utilizando el machete que manejaban con gran destreza, los derrotaron. El Primer y Tercer Regimiento de zuavos llegó con el Cuerpo Expedicionario Francés entre agosto y octubre de 1862 para reforzar y sostener al Imperio de Maximiliano.
Durante el lapso en México, si bien lograron instalar el gobierno de Maximiliano y sostenerlo por 3 años, en 1866 empezaron a sufrir derrotas a manos de las guerrillas mexicanas juaristas, cada vez más frecuentes, con mejor conocimiento del terreno y más belicosas, siendo la derrota más devastadora para ellos la Batalla de Juchitán, en Oaxaca, en 1866, cuando el Batallón de Zuavos N.º 99, apodado "Cola del Diablo", fue totalmente diezmado y masacrado por las tropas mexicanas, muriendo un total de 800 franceses en esa batalla. El último regimiento de zuavos que permaneció en el país participó en el sitio de Querétaro en 1867, en el cual se hallaba el oficial Albert Hans. Al final fueron vencidos por los mexicanos (partidarios de la República del gobierno de Benito Juárez), aunque a varios se les perdonó la vida (incluido el mismo Hans), regresaron a Francia tras el fusilamiento de Maximiliano.